# Аскона, Рафаэль
Рафаэ́ль Аско́на Ферна́ндес (исп. Rafael Azcona Fernández; 24 октября 1926, Логроньо — 24 марта 2008, Мадрид) — испанский сценарист и актёр, кинорежиссёр. Шестикратный лауреат премии «Гойя».
Аскона написал сценарии к почти сотне кинофильмов, работал со многими известными режиссёрами, был награждён многочисленными наградами испанского кинематографа, в том числе премии «Гойя» за лучший оригинальный и адаптированные сценарии.

## Фильмография
| Фильм / Оригинальное название                                       | Режиссёр                | Год  |
| ------------------------------------------------------------------- | ----------------------- | ---- |
| Квартирка / El pisito                                               | Марко Феррери           | 1959 |
| Инвалидная коляска / El cochecito                                   | Марко Феррери           | 1960 |
| Пласидо / Plácido                                                   | Луис Гарсия Берланга    | 1961 |
| Мафиозо / Mafioso                                                   | Альберто Латтуада       | 1962 |
| Палач / El verdugo                                                  | Луис Гарсия Берланга    | 1963 |
| Большая жратва / La gran comilona                                   | Марко Феррери           | 1973 |
| Не трогай белую женщину / Touche pas a la femme blanche             | Марко Феррери           | 1974 |
| Анахорет / El anacoreta                                             | Хуан Эстельрич          | 1976 |
| Человек по имени Осенний цветок / Un hombre llamado Flor de Otoño   | Педро Олеа              | 1978 |
| Национальное ружьё / La escopeta nacional                           | Луис Гарсия Берланга    | 1978 |
| Надвигающийся развод / El divorcio que viene                        | Педро Масо              | 1980 |
| Национальное достояние / Patrimonio nacional                        | Луис Гарсия Берланга    | 1981 |
| Национальное III / Nacional III                                     | Луис Гарсия Берланга    | 1982 |
| Двор фараона / La Corte de Faraón                                   | Хосе Луис Гарсия Санчес | 1985 |
| Коровёнка / La vaquilla                                             | Луис Гарсия Берланга    | 1985 |
| Год пробуждения / El año de las luces                               | Фернандо Труэба         | 1986 |
| Живой лес / El bosque animado                                       | Хосе Луис Куэрда        | 1987 |
| Испанский солдатик / Soldadito español                              | Антонио Хименес-Рико    | 1988 |
| Ай, Кармела! / ¡Ay, Carmela!                                        | Карлос Саура            | 1990 |
| Изящная эпоха / Belle époque                                        | Фернандо Труэба         | 1992 |
| Воздыхания Испании (и Португалии) / Suspiros de España (y Portugal) | Хосе Луис Гарсия Санчес | 1994 |
| Селестина / La Celestina                                            | Херардо Вера            | 1996 |
| Девушка твоей мечты / La niña de tus ojos                           | Фернандо Труэба         | 1998 |
| Язык бабочек / La lengua de las mariposas                           | Хосе Луис Куэрда        | 1999 |
| Шум моря / Son de mar                                               | Бигас Луна              | 2001 |
| Слепые подсолнухи / Los girasoles ciegos                            | Хосе Луис Куэрда        | 2008 |
| Мёртвых не трогай, детка / Los muertos no se tocan, nene            | Хосе Луис Гарсия Санчес | 2011 |